# Simon Terodde
Simon Terodde (sinh ngày 2 tháng 3 năm 1988) là một cầu thủ bóng đá chuyên nghiệp người Đức thi đấu ở vị trí tiền đạo cho câu lạc bộ Schalke 04 tại Bundesliga.